# Paul-François Grossetti

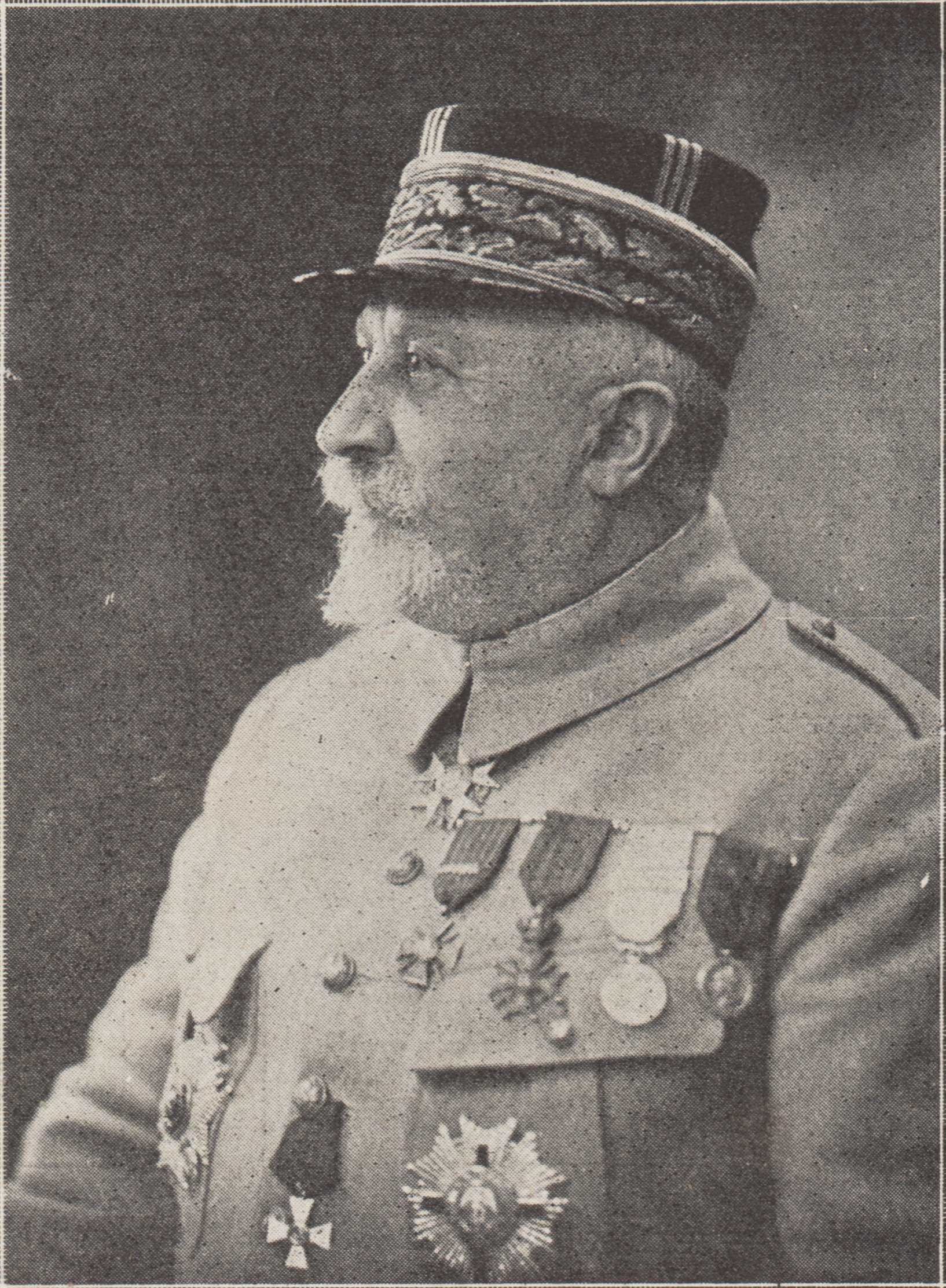
Paul-François Grossetti

Paul-François Grossetti (* 10. September 1861 in Paris; † 7. Januar 1918 ebenda) war ein französischer Général de division im Ersten Weltkrieg.

## Leben
Grossetti wurde als Sohn des gleichnamigen Vaters, der aus Grosseto-Prugna auf Korsika stammte, geboren. Nach einer Schulzeit in Ajaccio trat er 1879 in die Militärschule Saint-Cyr ein. Von 1881 bis 1885 diente er als Sous-lieutenant beim 2e régiment de Zouaves in Afrika. Er wurde anschließend nach Indochina geschickt, wo er an der Tonkin-Kampagne teilnahm. Er kehrte danach nach Afrika zurück und war von 1890 bis 1893 in Frankreich, wo er die École supérieure de guerre besuchte, die er als Brevet-Major und mit Auszeichnung abschloss. Es folgte ein weiterer Aufstieg durch die Militärhierarchie.
Bei der Mobilmachung zum Ersten Weltkrieg 1914 war Grossetti Général de brigade und wurde zum Stabschef der 3. Armee unter Pierre Ruffey ernannt. Ende August 1914 übernahm er als Kommandeur die 42e division d'infanterie, mit der er sich in der Marneschlacht und beim „Wettlauf zum Meer“ auszeichnete. Anfang November 1914, während der Ersten Flandernschlacht, übernahm er das XVI. Armeekorps. Mit diesem nahm er an den Schlachten in der Champagne im Frühjahr und Herbst 1915 teil sowie im folgenden Jahr an der Schlacht um Verdun. Im April 1915 wurde er zum Général de division befördert.
Im Februar 1917 wurde Grossetti nach Griechenland geschickt, um als Nachfolger von Paul Leblois den Befehl über die Armée française d’Orient (AFO) an der Salonikifront (unter dem Oberbefehl Maurice Sarrails) zu übernehmen. Er führte die AFO hier in der erfolglosen Frühjahrsoffensive von 1917. Er erkrankte im selben Jahr an Dysenterie und wurde im September nach Frankreich zurückgeschickt, seinen Posten nahm Charles Louis Jacques Régnault ein. Im Januar 1918 starb er im Alter von 56 Jahren in Paris. Sein Grab befindet sich auf dem Friedhof Père-Lachaise.
In Grosseto-Prugna wurde ihm eine Büste errichtet, ferner in Ajaccio eine Bronzestatue (beide gestaltet vom Bildhauer Henri Bouchard). Außerdem wurde 1932 im Pariser 16. Arrondissement eine Straße nach ihm benannt.